# هوفن
هوفن (بالإنجليزية: Höfn)‏ هي مدينة، تتبع الإقليم الجنوبي، بلغ عدد سكانها 2187 نسمة، في 1 يناير 2017.

## المناخ
يظهر الجدول التالي التغييرات المناخية على مدار السنة لهوفن:
| البيانات المناخية لـهوفن           | البيانات المناخية لـهوفن | البيانات المناخية لـهوفن | البيانات المناخية لـهوفن | البيانات المناخية لـهوفن | البيانات المناخية لـهوفن | البيانات المناخية لـهوفن | البيانات المناخية لـهوفن | البيانات المناخية لـهوفن | البيانات المناخية لـهوفن | البيانات المناخية لـهوفن | البيانات المناخية لـهوفن | البيانات المناخية لـهوفن | البيانات المناخية لـهوفن |
| الشهر                              | يناير                    | فبراير                   | مارس                     | أبريل                    | مايو                     | يونيو                    | يوليو                    | أغسطس                    | سبتمبر                   | أكتوبر                   | نوفمبر                   | ديسمبر                   | المعدل السنوي            |
| ---------------------------------- | ------------------------ | ------------------------ | ------------------------ | ------------------------ | ------------------------ | ------------------------ | ------------------------ | ------------------------ | ------------------------ | ------------------------ | ------------------------ | ------------------------ | ------------------------ |
| الدرجة القصوى °م (°ف)              | 15.8 (60.4)              | 13.6 (56.5)              | 15.2 (59.4)              | 18.0 (64.4)              | 20.8 (69.4)              | 23.6 (74.5)              | 24.2 (75.6)              | 24.4 (75.9)              | 19.0 (66.2)              | 17.0 (62.6)              | 17.6 (63.7)              | 12.0 (53.6)              | 24.4 (75.9)              |
| متوسط درجة الحرارة الكبرى °م (°ف)  | 2.5 (36.5)               | 2.9 (37.2)               | 3.5 (38.3)               | 5.7 (42.3)               | 8.5 (47.3)               | 11.0 (51.8)              | 12.6 (54.7)              | 12.2 (54.0)              | 9.9 (49.8)               | 7.0 (44.6)               | 3.7 (38.7)               | 2.7 (36.9)               | 6.8 (44.2)               |
| المتوسط اليومي °م (°ف)             | 0.1 (32.2)               | 0.7 (33.3)               | 1.0 (33.8)               | 3.1 (37.6)               | 6.0 (42.8)               | 8.6 (47.5)               | 10.2 (50.4)              | 9.8 (49.6)               | 7.5 (45.5)               | 4.8 (40.6)               | 1.5 (34.7)               | 0.0 (32.0)               | 4.4 (39.9)               |
| متوسط درجة الحرارة الصغرى °م (°ف)  | −2.5 (27.5)              | −2.0 (28.4)              | −1.8 (28.8)              | 0.3 (32.5)               | 3.2 (37.8)               | 6.1 (43.0)               | 7.7 (45.9)               | 7.3 (45.1)               | 4.7 (40.5)               | 2.2 (36.0)               | −1.2 (29.8)              | −2.7 (27.1)              | 1.8 (35.2)               |
| أدنى درجة حرارة °م (°ف)            | −16.4 (2.5)              | −17.4 (0.7)              | −21.6 (−6.9)             | −17.2 (1.0)              | −8.2 (17.2)              | −1.2 (29.8)              | 2.0 (35.6)               | 0.5 (32.9)               | −3.4 (25.9)              | −10.0 (14.0)             | −12.2 (10.0)             | −16.4 (2.5)              | −21.6 (−6.9)             |
| الهطول مم (إنش)                    | 164.2 (6.46)             | 130.2 (5.13)             | 121.2 (4.77)             | 94.8 (3.73)              | 95.7 (3.77)              | 88.8 (3.50)              | 84.4 (3.32)              | 110.7 (4.36)             | 119.0 (4.69)             | 183.1 (7.21)             | 116.8 (4.60)             | 145.9 (5.74)             | 1٬452٫6 (57.19)          |
| متوسط أيام هطول الأمطار (≥ 0.1 mm) | 17.1                     | 14.1                     | 15.5                     | 12.9                     | 12.7                     | 13.8                     | 14.9                     | 15.4                     | 15.3                     | 17.3                     | 14.0                     | 16.1                     | 179.3                    |
| ساعات سطوع الشمس الشهرية           | 25.6                     | 62.1                     | 116.9                    | 142.3                    | 172.6                    | 147.0                    | 141.1                    | 130.3                    | 114.8                    | 78.6                     | 47.4                     | 16.8                     | 1٬195٫5                  |
| المصدر: Icelandic Met Office       |                          |                          |                          |                          |                          |                          |                          |                          |                          |                          |                          |                          |                          |

## مدن توأم
المدن التوأم:
- Kungälv [الإنجليزية]‏
- ريسور
- شامسو
- Taivassalo [الإنجليزية]‏.